# Leistungsprüfung-Die Gruppe im Löscheinsatz

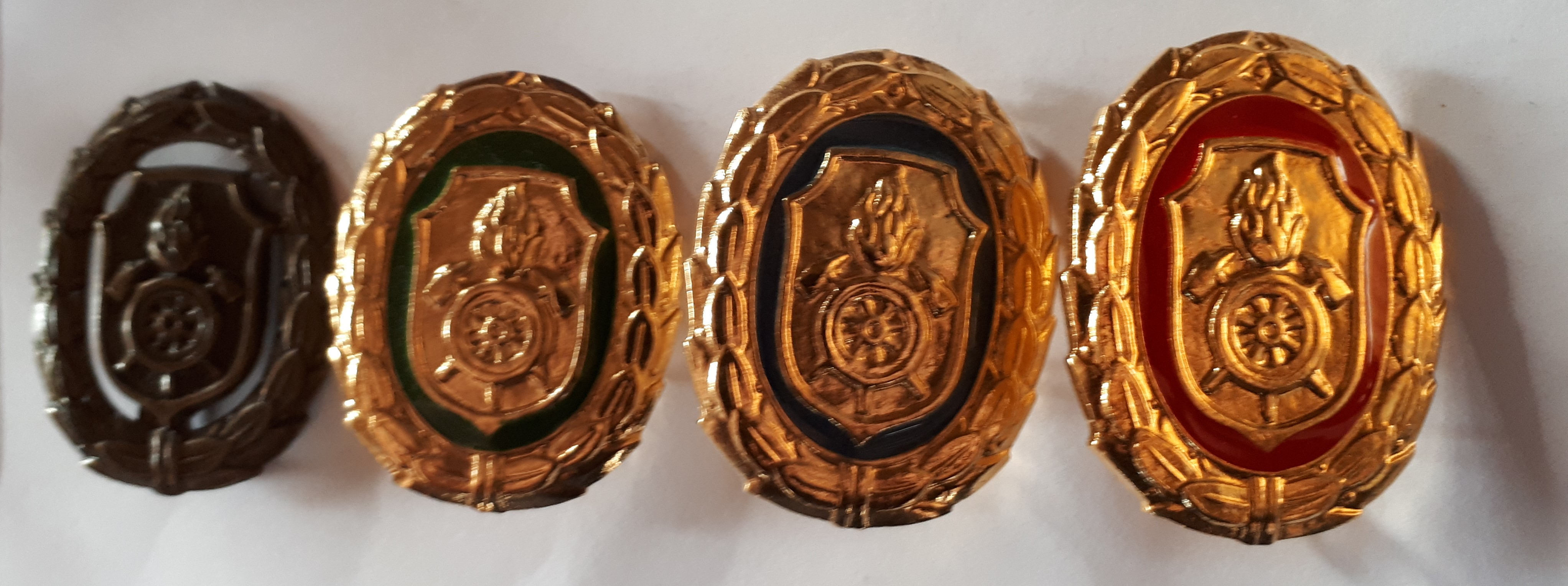
Leistungsabzeichen

Die Leistungsprüfung-Die Gruppe im Löscheinsatz ist ein Leistungsabzeichen des Freistaates Bayern für alle Angehörigen von Feuerwehren. Es kann von Feuerwehranwärtern ab 16 Jahren und Feuerwehrleuten abgelegt werden. Es wird in sechs Stufen (Bronze, Silber, Gold, Gold-Blau, Gold-Grün, Gold-Rot) abgelegt. Es wird die Gruppe und Gerät geprüft. Deshalb kann zum Beispiel die Gruppe trotz ansonsten mustergültiger Prüfung wegen eines defekten Pumpenmotors nicht bestehen. Sie kann in drei Varianten abgelegt werden.

## Ziele
Hauptziel ist die gründliche Ausbildung der Teilnehmer und den Teilnehmern eine Grundstruktur für den Einsatz zu geben.

## Geschichte
Das Abzeichen wurde im Mai 1959 vom Bayerischen Landesamt für Brandschutz gestiftet.

## Voraussetzungen
Der Gruppenführer und der Maschinist müssen 18 Jahre alt sein. Die restlichen Teilnehmer 16 Jahre. Wird die Variante III mit Atemschutz durchgeführt, müssen vier Atemschutzträger teilnehmen. Der Gruppenführer soll seinen Lehrgang abgeschlossen haben und muss den Truppführer abgeschlossen haben. Der Maschinist muss den Maschinistenlehrgang abgeschlossen haben. Stufe 1 muss den Truppmann Teil 1 begonnen haben und Stufe 2 muss ihn abgeschlossen haben. Stufe 3 muss den Truppmann Teil 2 abgeschlossen haben. Die vorherige Leistungsprüfung muss zwei Jahre zurückliegen. Während der Abnahme sind Feuerwehrhandschuhe, Feuerwehrstiefel (bis 16 festes Schuhwerk), Übungsanzug und Feuerwehrhelm zu tragen. Bei Variante III ist zusätzliche Ausrüstung erforderlich. Die verwendeten Geräte sollen den Normen und Unfallverhütungsvorschriften entsprechen. Die Abnahme erfolgt durch zwei bayerische Feuerwehrschiedsrichter und einem Zeitnehmer.

## Unterschied der Stufen
Bei Stufe 1 werden Positionen der Teilnehmer vor der Prüfung festgelegt. Ab Stufe 2 werden alle Positionen außer Maschinist und Gruppenführer zugelost. Ab Stufe 3 ist eine Zusatzaufgabe zu bewältigen.

## Ablauf

### Knoten
Anfangs müssen alle Teilnehmer außer dem Gruppenführer einen festgelegten Knoten (Angriffstrupp: Brustbund mit Spierenstich, Wassertrupp: Halbschlag, Schlauchtrupp: geworfener Mastwurf über Strahlrohr, Melder: gestochener Mastwurf mit Spierenstich und Maschinist: Zimmermannsschlag) vorführen.

### Testfragen Gruppenführer
Der Gruppenführer lost einen Fragebogen. Für jede fehlerhaft beantwortete Frage bekommt die Gruppe einen Fehlerpunkt.

### Zusatzaufgaben
Ab Stufe 3 ist eine Zusatzaufgaben zu bewältigen.

#### Gerätekunde
Die Teilnehmer der Stufe 3 haben zwei Karten zu ziehen und zu benennen, wo das Gerät im Feuerwehrfahrzeug verstaut ist.

#### Erste Hilfe
Die Teilnehmer der Stufe 4 haben das Vorgehen in verschiedenen Situationen der Ersten Hilfe zu beschreiben.

#### Gefahrgut- und Hinweisschilder
Die Teilnehmer der Stufe 5 haben zwei Schilder zu benennen.

#### Testfragen
Die Teilnehmer der Stufe 6 haben einen Fragebogen zu beantworten.

### Weiterer Ablauf

#### Variante I
Bei der Variante I wird ein Außenangriff mit Wasserversorgung über einen Hydranten nachgestellt. Die Gruppe hat 190 s Zeit. Die Gruppe hat eine Wasserversorgung vom Hydranten aufzubauen und drei Eimer herunterzuspritzen. Im Anschluss ist eine Saugleitung zu kuppeln und Trockensaugprobe durchzuführen.

#### Variante II
Bei der Variante II wird ein Außenangriff mit Wasserversorgung über eine Saugleitung nachgestellt. Die Gruppe hat 240 s Zeit. Die Gruppe hat eine Wasserversorgung mithilfe einer Saugleitung aufzubauen und drei Eimer herunterzuspritzen.

#### Variante III
Bei der Variante III wird ein Innenangriff mit Wasserversorgung über einen Hydranten nachgestellt. Die Gruppe hat 300 s Zeit. Die Gruppe hat eine Wasserversorgung vom Hydranten aufzubauen und zwei Eimer herunterzuspritzen. Im Anschluss ist eine Saugleitung zu kuppeln und Trockensaugprobe durchzuführen.

### Auswertung
Die Leistungsprüfung ist bestanden wenn die Gruppe weniger als 41 Fehlerpunkte hat. Bei Stufe 1 liegt die Grenze bei 26 Fehlerpunkten.

## Abzeichen
Nach Bestehen der Leistungsprüfung wird das Leistungsabzeichen überreicht und eventuell die Trageberechtigung schriftlich bestätigt. Das jeweils ranghöchste Abzeichen wird an der linken Brusttasche getragen.